# Die Optimierer
Die Optimierer ist der dystopische Debütroman der deutschen Schriftstellerin Theresa Hannig aus dem Jahr 2017.
Er spielt im München des Jahres 2052 und handelt von Samson Freitag, einem jungen Mann, der für einen Überwachungsstaat arbeitet.

## Handlung
Die Europäische Union ist längst zerbrochen, dafür gibt es den Staatenverbund Bundesrepublik Europa, der aus Deutschland und anderen Staaten besteht. Im Rahmen der sog. Optimalwohlökonomie wacht und entscheidet der Staat darüber, dass die Menschen die für sie vorgesehenen Rollen in der Gesellschaft einnehmen, sorgt aber auch dafür, dass etwa alte und andere, für wirtschaftliche Zwecke wenig nützliche Menschen ausgegrenzt oder sogar in den Selbstmord getrieben werden. Der Alltag der Menschen ist von einem hohen Maß von Überwachung durch staatliche Stellen geprägt.
Den Staat und seine Interessen vertritt auch Samson Freitag, ein junger Mann, der sog. Lebensberater im Außendienst ist. Im Gegensatz etwa zu seinen Eltern und zu seiner Freundin Melanie steht er ideologisch gänzlich auf Seiten des Staates, auch wenn er teils unter seinem Dasein leidet, welches etwa das für ihn schmerzhafte Tragen einer sog. Kommunikationslinse im Auge beinhaltet. Wegen der unterschiedlichen Ansichten, aber auch generell mangelnder Gemeinsamkeiten, trennt sich Melanie von ihm. Als er zufällig herausfindet, dass Ercan Böser – der einer seiner früheren Kunden ist und nun die bei der Bundestagswahl antretende Optimierungspartei anführt – bei der Lebensberatung falsche Angaben gemacht hat, meldet er das bei seinen Vorgesetzten.
Eines Tages erfährt Samson, dass eine seiner letzten Kundinnen nach seiner Beratungsleistung Suizid begangen hat. Trotz seiner Überzeugung, keinen Fehler gemacht und entsprechend der Empfehlung der agentureigenen Software gehandelt zu haben, wird er von seinem Job suspendiert und kommt in psychiatrische Behandlung. Er verliert vorerst verschiedene Rechte, so auch das Recht sich fortzupflanzen. Eine regierungs- und systemkritische Untergrundorganisation möchte ihn für ein Attentat auf den Kanzlerkandidaten Ercan Böser gewinnen, allerdings lehnt er unter Verweis auf seine Hoffnung ab, dass ihn das System schon retten werde. Nachdem er sich am Vorabend der Bundestagswahlen schlafen gelegt hat, erwacht er erst drei Wochen später wieder. Alsbald realisiert er, dass er inzwischen als Mensch gestorben ist und nunmehr als Roboter weiterlebt. Ercan Böser hat die Wahlen gewonnen und regiert in diktatorischer Manier.

## Motive
Die Autorin sagte in einem Interview, dass sie den Roman politisch verstanden wissen und zeigen wolle, „wohin es führen kann, wenn immer mehr Daten gesammelt werden“, nämlich zu einem Verlust von Freiheit, wenn etwa eine extremistische Partei an die Macht komme.

## Rezeption
In einer Rezension für den Deutschlandfunk Kultur verglich Elena Gorgis den Roman mit George Orwells Werk 1984, in dessen Tradition er stehe. Die im Roman vorkommende Parole „Jeder an seinem Platz!“ erinnere an den zynischen Satz „Jedem das Seine“ am Tor des Konzentrationslagers Buchenwald. Gorgis lobte, dass Die Optimierer „ein wichtiger Roman in unserer Zeit“ sei. Hannig hole die Leser da ab, wo sie gerade seien, und steuere geschickt auf ein erschreckendes Ende zu. Es gelinge ihr, Orwells Thema eines totalitären Regimes in die Gegenwart zu bringen, ohne belehrend zu wirken, und so auf eine kluge Art vor der zu sorglosen Akzeptanz neuer Technologien zu warnen.
In einer Rezension für den Radiosender WDR 4 meinte Stefan Keim, dass Hannig in dem Roman „eine faszinierende Welt“ entwerfe, „die nahe an unserer Wirklichkeit ist.“  Er sei „ein intelligenter, nachdenklicher Roman über Gefühle in einer technisch hochentwickelten Zeit.“
Im Online-Magazin Literaturkritik.de beurteilte der Rezensent Rolf Löchel den Roman als „nicht übermäßig originell“ und „eine weitere Dystopie sattsam bekannter Machart“. Allerdings habe die Autorin einige – für die Handlung weniger wichtige – „interessante Ideen“ wie etwa die „Wikifizierung“ (den sie im Kontext mit Verifizierung und Falsifizierung einordnet) fraglicher Sachverhalte durch den Staat, welche zu einem Lesevergnügen beitragen. Die Erzählweise des Romans sei „flüssig und ohne ausgefallene Metaphern“ und gleichwohl ohne „besonderen ästhetischen Genuss“. Insgesamt sei der Roman zwar kein Meisterwerk, aber ein „recht passables Debüt“.
Auf der Frankfurter Buchmesse 2016 erhielt Hannig für das Roman-Manuskript den erstmals vergebenen Stefan-Lübbe-Preis. Auf der Leipziger Buchmesse 2018 wurde der Roman mit dem Phantastik-Literaturpreis Seraph für das beste Debüt ausgezeichnet.
Im Juni 2019 wurde eine Bühnenfassung des Romans am Societaetstheater in Dresden in der Regie von Nicola Bremer uraufgeführt. Samson Freitag wurde darin von Hauke Diekamp verkörpert, während die Darsteller Friederike Pasch und Alexander Ganz ein Ensemble unterschiedlicher Figuren darstellten.

## Ausgaben
- Die Optimierer, Bastei Lübbe, Köln 2017, ISBN 978-3-404-20887-6 (Taschenbuch), ISBN 978-3-7325-3976-5 (E-Book)
- Die Optimierer, Audible Studios, Berlin 2018, (Hörbuch, gelesen von Richard Barenberg)

## Fortsetzung
Unter dem Titel Die Unvollkommenen erschien 2019 ein Roman als Fortsetzung von Die Optimierer. Er setzt fünf Jahre nach der Handlung von Die Optimierer an. Protagonistin ist darin Lila, die in Die Optimierer als Anführerin der systemkritischen Untergrundorganisation eine Nebenrolle innehatte. Samson Freitag, wiedergeboren als Roboter, wird in der Fortsetzung zu einer Art Heilandsfigur, die von der Bevölkerung gottgleich angebetet wird.

## Weiterführende Literatur
- Lars Schmeink: Der optimierte Mensch: Versuch einer posthumanen Taxonomie in Theresa Hannigs Romanen. In: Zeitschrift für Fantastikforschung, Band 7, Nr. 2, 2020. doi:10.16995/zff.1893
- Ingo Cornils: Big Brother is watching us. In: Ingo Cornils: Beyond Tomorrow. German Science Fiction and Utopian Thought in the 20th and 21st Centuries. Reihe: Studies in German Literature Linguistics and Culture Bd. 214. Camden House (Boydell & Brewer), Martlesham 2020, ISBN 978-1-64014-035-6, S. 174–176.